# Luisa di Danimarca (1750-1831)
Luisa di Danimarca (Christiansborg, 30 gennaio 1750 – Gottorp, 12 gennaio 1831) è stata una principessa danese.

## Biografia
Era la figlia di Federico V di Danimarca, e della sua prima moglie, Luisa di Hannover, figlia di Giorgio II di Gran Bretagna. Nel 1751, un anno dopo la nascita di Luisa, sua madre morì durante la sua sesta gravidanza, a soli 27 anni. L'anno successivo suo padre si risposò con la duchessa Giuliana Maria di Brunswick-Lüneburg.
La principessa Luisa era considerata la più bella e vivace dei figli di Federico V, ma anche la più riservata. Era la sorella prediletta di Cristiano VII, che già dall'infanzia era fortemente legato alla sua "Louison", come la chiamava.

## Matrimonio
Nel 1756, la sorella della regina Luisa, Maria, che si era separata dal marito, il langravio Federico II d'Assia-Kassel, si trasferì in Danimarca per prendersi cura dei figli della sorella defunta. Portò con sé i suoi tre figli, che sono stati allevati alla corte danese con i loro cugini. Il 30 agosto 1766 presso la Cappella del Palazzo di Christiansborg, Luisa sposò il secondogenito di loro, il langravio Carlo d'Assia-Kassel. Il matrimonio avvenne con il consenso del fratello, il re Cristiano VII, nonostante il consiglio era contrario, a causa delle numerose accuse di dissolutezza da parte del langravio Carlo e della scarsa influenza che ebbe sul re. Questo, tuttavia, non durò, poiché i cordiali sentimenti di Cristiano VII per lui svanirono presto e nella primavera del 1767 la coppia lasciò Copenaghen per vivere ad Hanau.
Ebbero sei figli:
- Maria Sofia Federica (28 ottobre 1767-21 marzo 1852), sposò Federico VI di Danimarca;
- Guglielmo (26 gennaio 1769-14 luglio 1772);
- Federico (24 maggio 1771-24 febbraio 1845);
- Giuliana Luisa Amalia (19 gennaio 1773-11 marzo 1860), badessa a Itzehoe;
- Cristiano (14 agosto 1776-14 novembre 1814);
- Luisa Carolina (28 settembre 1789-13 marzo 1867), sposò Federico Guglielmo di Schleswig-Holstein-Sonderburg-Glücksburg.

Vissero al castello di Gottorp dopo che il marito venne nominato governatore dello Schleswig-Holstein. Nel 1770, Cristiano VII diede a sua sorella una parrocchia e una terra a Güby, che fu chiamata Louisenlund in suo onore. Nell'estate del 1770, Luisa e Carlo ospitarono il re e la regina durante il loro tour dei Ducati diretti al confine tedesco. Durante il loro soggiorno, circolarono voci sulla relazione tra la regina e Struensee a causa dei loro modi, e si osservò che la regina era ansiosa di non essere vicino a Struensee in presenza di Luisa. Quando la coppia reale se ne andò, Luisa sarebbe rimasta delusa dal fatto che non le fosse stato chiesto di accompagnarli nel loro viaggio.
Dopo la rimozione e l'esecuzione di Struensee il 28 aprile 1772, suo marito trovò nuovamente il favore del re e con esso fu nominato comandante in capo dell'esercito norvegese. Luisa inizialmente non lo accompagnò lì, ma quando tornò in Danimarca nell'aprile 1773, tornò con lui in Norvegia nel giugno successivo. Furono accolti molto bene a Christiania e, al loro arrivo a Trondheim, Nordahl Brun, li accolse come la "coppia celeste" e salutò Luisa con una poesia. Nelle stesse parole del Langravio, divenne così popolare che i norvegesi lo avrebbero volentieri avuto come re. Questa era chiaramente un'illusione e la gente di Christiania presto trovò il costo di intrattenere costantemente la coppia, un enorme onere per le spese della città. Richieste costose, come nuove sedie dorate su cui sedersi durante il servizio in chiesa e un arco di trionfo per l'ingresso ufficiale di Luisa a Christiania, crearono antipatia tra la popolazione. Il 4 settembre ospitarono un ballo e un ricevimento di corte in onore del compleanno della regina Giuliana Maria e partirono l'8 settembre 1773 .
Con l'aumento di entrate fece costruire da Hermann von Motz il castello di Louisenlund a Güby, come residenza estiva per la coppia. Nel 1773 suo marito fu nominato feldmaresciallo, ma sarebbe rimasto lontano dai circoli politici e sarebbe rimasto a Louisenlund fino all'aprile 1784. Il nuovo cambiamento portò una stretta amicizia con il principe ereditario Federico, che avrebbe anche sposato la loro figlia Maria Sofia.

## Morte
Suo marito continuò come comandante in capo dell'esercito norvegese fino al 1814 e governatore dello Schleswig-Holstein per tutta la vita. Morì al castello di Gottorp il 12 gennaio 1831 e fu sepolta nella cattedrale di Schleswig.

## Ascendenza
|                                         |                         |                                          | Genitori                                |  |  | Nonni |  |  | Bisnonni                 |  |  | Trisnonni                |  |
|                                         |                         |                                          |                                         |  |  |       |  |  | Federico IV di Danimarca |  |  | Cristiano V di Danimarca |  |
|                                         |                         |                                          |                                         |  |  |       |  |  | Federico IV di Danimarca |  |  | Cristiano V di Danimarca |  |
|                                         |                         | Carlotta Amalia d'Assia-Kassel           |                                         |  |  |       |  |  | Federico IV di Danimarca |  |  |                          |  |
| Cristiano VI di Danimarca               |                         |                                          |                                         |  |  |       |  |  | Federico IV di Danimarca |  |  |                          |  |
|                                         |                         | Luisa di Meclemburgo-Güstrow             | Gustavo Adolfo di Meclemburgo-Güstrow   |  |  |       |  |  |                          |  |  |                          |  |
|                                         |                         | Luisa di Meclemburgo-Güstrow             | Gustavo Adolfo di Meclemburgo-Güstrow   |  |  |       |  |  |                          |  |  |                          |  |
|                                         |                         | Luisa di Meclemburgo-Güstrow             | Maddalena Sibilla di Holstein-Gottorp   |  |  |       |  |  |                          |  |  |                          |  |
| Federico V di Danimarca                 |                         | Luisa di Meclemburgo-Güstrow             |                                         |  |  |       |  |  |                          |  |  |                          |  |
|                                         |                         | Cristiano Enrico di Brandeburgo-Kulmbach | Giorgio Alberto di Brandeburgo-Kulmbach |  |  |       |  |  |                          |  |  |                          |  |
|                                         |                         | Cristiano Enrico di Brandeburgo-Kulmbach | Giorgio Alberto di Brandeburgo-Kulmbach |  |  |       |  |  |                          |  |  |                          |  |
|                                         |                         | Cristiano Enrico di Brandeburgo-Kulmbach | Maria Elisabetta di Holstein-Glücksburg |  |  |       |  |  |                          |  |  |                          |  |
| Sofia Maddalena di Brandeburgo-Kulmbach |                         | Cristiano Enrico di Brandeburgo-Kulmbach |                                         |  |  |       |  |  |                          |  |  |                          |  |
|                                         |                         | Sofia Cristiana di Wolfstein             | Alberto Federico di Wolfstein           |  |  |       |  |  |                          |  |  |                          |  |
|                                         |                         | Sofia Cristiana di Wolfstein             | Alberto Federico di Wolfstein           |  |  |       |  |  |                          |  |  |                          |  |
|                                         |                         | Sofia Cristiana di Wolfstein             | Luisa di Castell-Remlingen              |  |  |       |  |  |                          |  |  |                          |  |
| Luisa di Danimarca                      |                         | Sofia Cristiana di Wolfstein             |                                         |  |  |       |  |  |                          |  |  |                          |  |
|                                         | Giorgio I d'Inghilterra | Ernesto Augusto di Brunswick-Lüneburg    |                                         |  |  |       |  |  |                          |  |  |                          |  |
|                                         | Giorgio I d'Inghilterra | Ernesto Augusto di Brunswick-Lüneburg    |                                         |  |  |       |  |  |                          |  |  |                          |  |
|                                         | Giorgio I d'Inghilterra | Sofia del Palatinato                     |                                         |  |  |       |  |  |                          |  |  |                          |  |
| Giorgio II d'Inghilterra                | Giorgio I d'Inghilterra |                                          |                                         |  |  |       |  |  |                          |  |  |                          |  |
|                                         |                         | Sofia Dorotea di Celle                   | Giorgio Guglielmo di Brunswick-Lüneburg |  |  |       |  |  |                          |  |  |                          |  |
|                                         |                         | Sofia Dorotea di Celle                   | Giorgio Guglielmo di Brunswick-Lüneburg |  |  |       |  |  |                          |  |  |                          |  |
|                                         |                         | Sofia Dorotea di Celle                   | Éléonore d'Esmier d'Olbreuse            |  |  |       |  |  |                          |  |  |                          |  |
| Luisa di Hannover                       |                         | Sofia Dorotea di Celle                   |                                         |  |  |       |  |  |                          |  |  |                          |  |
|                                         |                         | Giovanni Federico di Brandeburgo-Ansbach | Alberto II di Brandeburgo-Ansbach       |  |  |       |  |  |                          |  |  |                          |  |
|                                         |                         | Giovanni Federico di Brandeburgo-Ansbach | Alberto II di Brandeburgo-Ansbach       |  |  |       |  |  |                          |  |  |                          |  |
|                                         |                         | Giovanni Federico di Brandeburgo-Ansbach | Margherita Sofia di Oettingen-Oettingen |  |  |       |  |  |                          |  |  |                          |  |
| Carolina di Brandeburgo-Ansbach         |                         | Giovanni Federico di Brandeburgo-Ansbach |                                         |  |  |       |  |  |                          |  |  |                          |  |
|                                         |                         | Eleonora Erdmuthe di Sassonia-Eisenach   | Giovanni Giorgio I di Sassonia-Eisenach |  |  |       |  |  |                          |  |  |                          |  |
|                                         |                         | Eleonora Erdmuthe di Sassonia-Eisenach   | Giovanni Giorgio I di Sassonia-Eisenach |  |  |       |  |  |                          |  |  |                          |  |
|                                         |                         | Eleonora Erdmuthe di Sassonia-Eisenach   | Giovannetta di Sayn-Wittgenstein        |  |  |       |  |  |                          |  |  |                          |  |
|                                         |                         | Eleonora Erdmuthe di Sassonia-Eisenach   |                                         |  |  |       |  |  |                          |  |  |                          |  |